# Todesengel

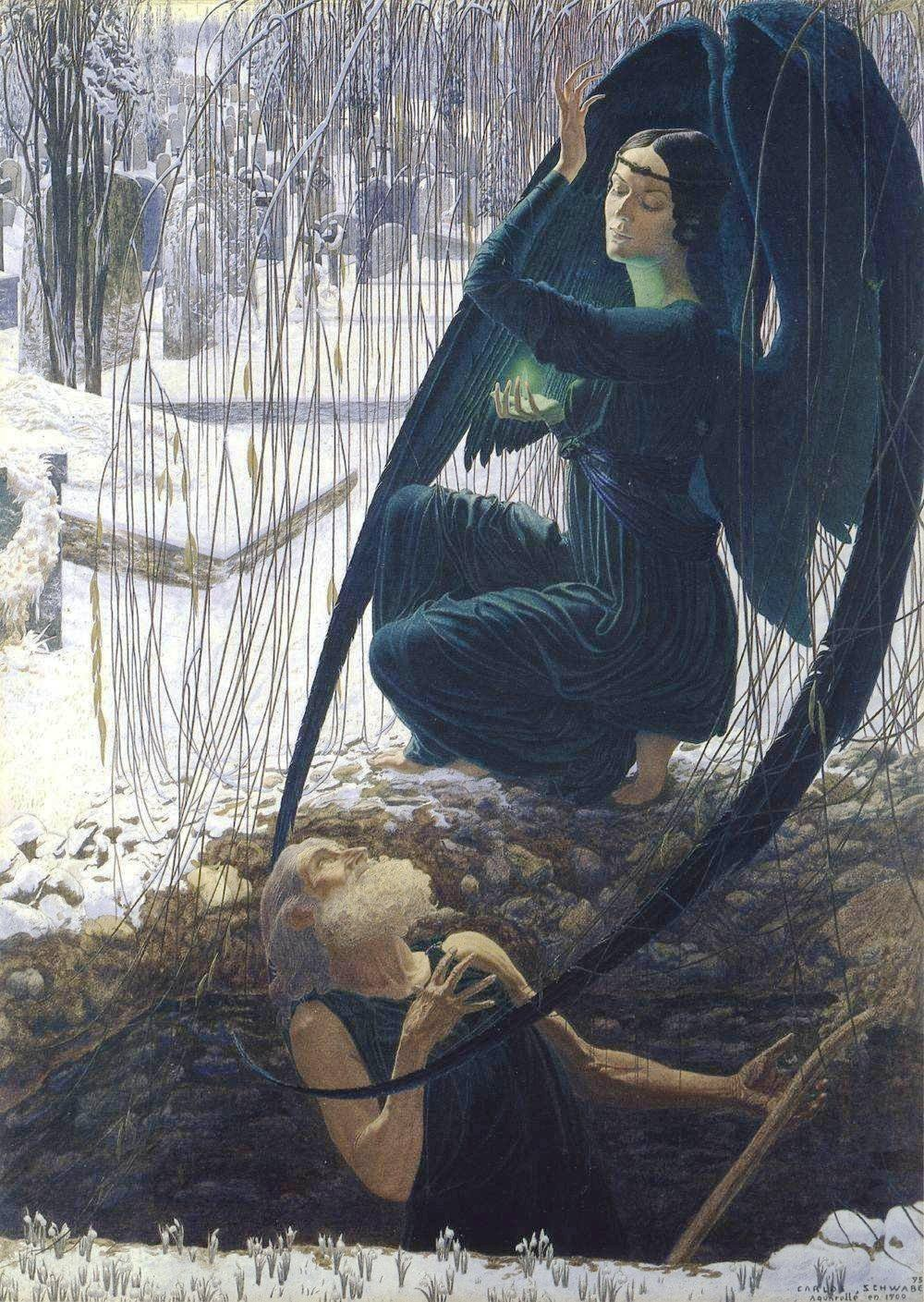
„Der Tod des Totengräbers“ von Carlos Schwabe

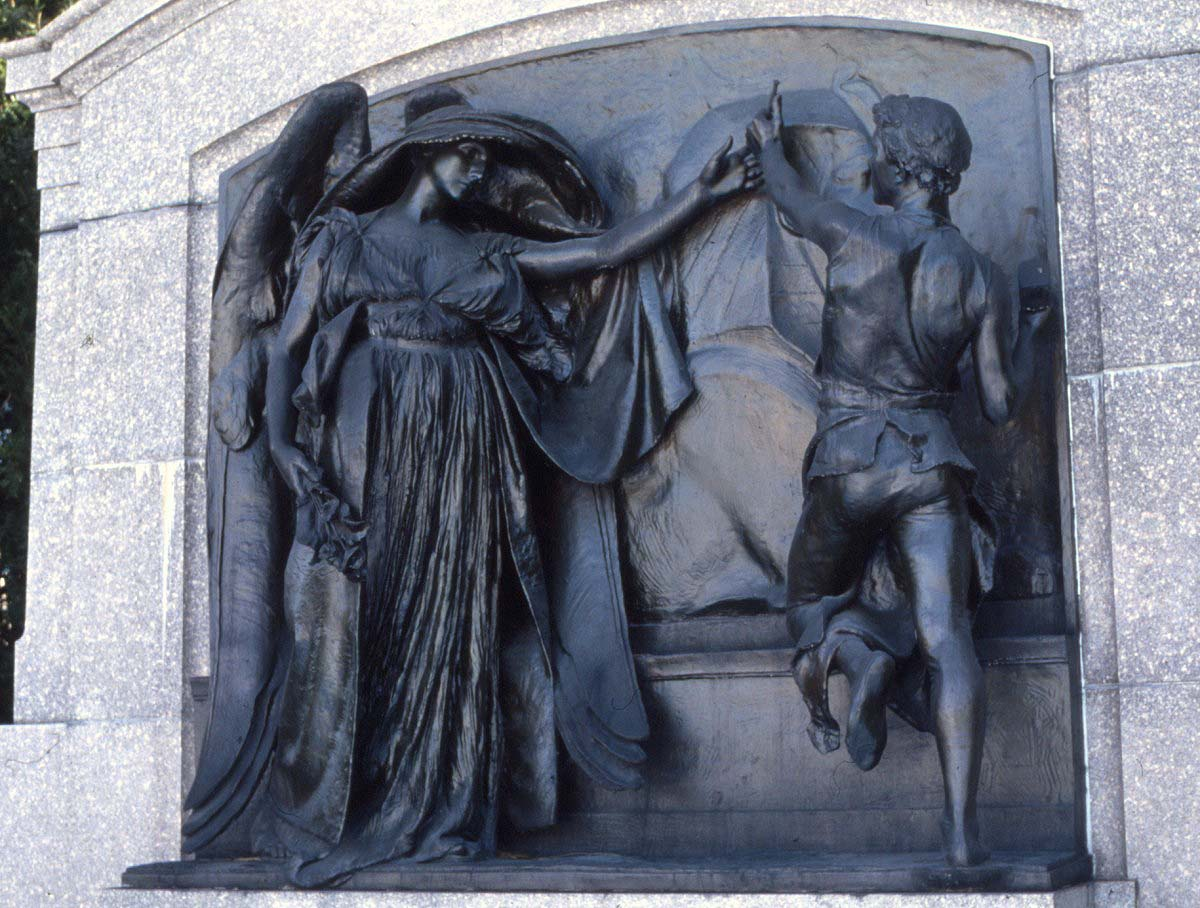
„Der Tod und der Bildhauer“, Bronze-Skulptur von Daniel Chester French auf dem Forest-Hills-Friedhof, Boston, 1893.

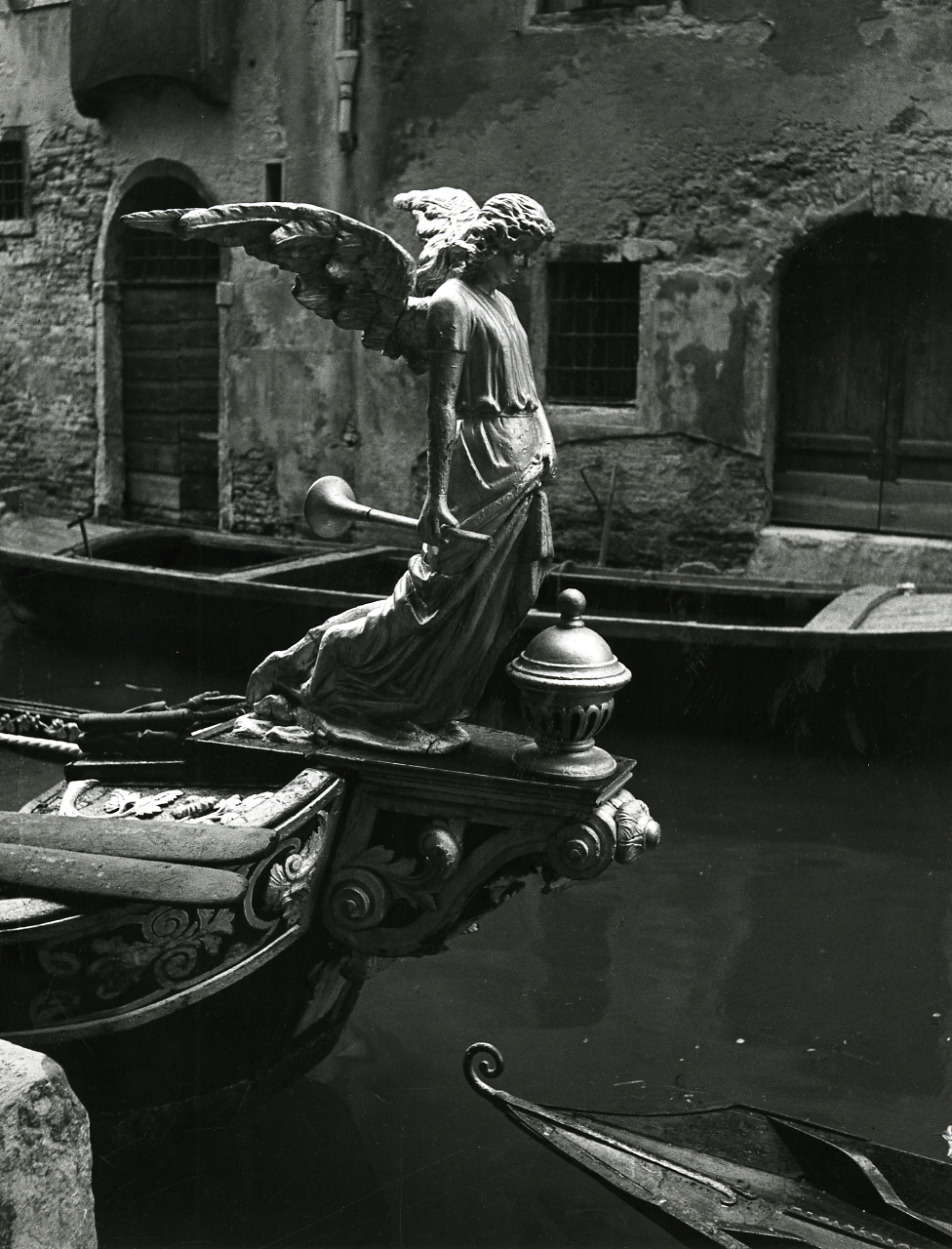
Todesengel. Foto von Paolo Monti, Venedig, 1951.

Als Todesengel oder Engel des Todes wird ein Engel bezeichnet, der Menschen den Tod bringt, Verstorbene ins Jenseits begleitet oder dort empfängt und eventuell richtet. Literarisch werden Todesengel häufig als beliebige Personifizierung des Todes verwendet, im übertragenen Sinne auch für Akteure von Krankentötungen, deren Tod von diesen als unausweichlich betrachtet wurde.

## Entstehung
Die Vorstellung eines Todesengels im christlichen Bereich stammt wahrscheinlich aus der mittelalterlichen Tradition, jedes Einwirken Gottes auf die Welt, also auch den Tod, als durch einen Engel vermittelt anzusehen. Im Besonderen bezieht sich das auf den Engel, der in der Paschanacht alle Erstgeborenen unter den Ägyptern erschlug (Ex 12,27 ), obwohl im Bibeltext von einem Engel nicht die Rede ist und in der Haggada, die am Sederabend vorgelesen wird, sogar ausdrücklich darauf hingewiesen wird, dass Gott selbst eingriff, „kein Gesandter oder Engel, kein Bote oder Seraph“. Im zweiten Buch Samuel taucht eventuell auch der Todesengel auf, er wird dort allerdings nicht so genannt. Dieser Engel bringt die Pest über das Reich des David (2 Sam 24,13–25 ).

## Verwendungen

### Religion
Das Bild eines übernatürlichen Wesens als Begleiter des Verstorbenen ins Jenseits gibt es bei vielen Völkern. Bei den Griechen sind es Hermes und Charon, im römischen Glauben der Genius des Verstorbenen, bei den Germanen die Walküren. In der christlichen Tradition gelten Engel als Begleiter ins Jenseits. Jesus erzählt im Lukasevangelium, wie Engel Lazarus nach seinem Tod in den Schoß Abrahams tragen (Lk 16,22 ). Das ist in der lateinischen Antiphon In paradisum aufgenommen, ein Element der katholischen und teils auch evangelischen Sterbeliturgie. Später wird diese Begleiterfunktion häufig den Erzengeln Michael oder Raphael zugeschrieben, wobei letzterem auch eine richtende Funktion zukommt.
Im Koran wird ein Engel des Todes ausdrücklich erwähnt (Sure 32:11), der in der islamischen Tradition als Azrael identifiziert wird. Munkar und Nakir empfangen und befragen die Toten. In der Übersetzung der Hoffnung-für-alle-Bibel werden die Worte „der Verderber“ im 1. Korinther 10,10  mit „sein [Gottes] Todesengel“ übertragen (ὀλοθρευτής, vgl. Ex 12,23 ).

### Medizin
Im übertragenen Sinne werden auch die Akteure von aktiver Sterbehilfe oder Mord als Todesengel bezeichnet, letztere insbesondere, wenn sie aus medizinischen Berufen stammen. Medial wird damit oft der Mord in Kliniken oder Pflegeheimen, mit dem Motiv, die Opfer von ihrem Leiden zu erlösen, betitelt. Psychologisch wird Mitleid als Motiv hierbei angezweifelt, so erlösen Täter sich hierbei vor allem selbst von der aus dem Patienten resultierenden Belastung. Zwischen 1975 und 2008 kam es weltweit zu 35 solcher Tötungsserien in Kliniken und Heimen. In 326 Fällen konnte nachgewiesen werden, dass Ärzte oder Pflegepersonal die Kranken umgebracht hatten.